# دهستان امامزاده حمزه علی
امامزاده حمزه علی، دهستانی از توابع بخش بلداجی شهرستان بروجن در استان چهارمحال و بختیاری ایران است.

## مردم
مردم این دهستان لرتبار و از ایل بختیاری می باشند و به گویش لری بختیاری سخن می گویند.

## جمعیت
براساس سرشماری سال ۱۳۸۵ جمعیت آن ۶۸۴ نفر (۱۶۹ خانوار) بوده‌است.